# Zoo Empordà
El Zoo Empordà fou un parc escultòric i un zoològic a Regencós, al Baix Empordà. Va ser creat per l'escultor vigatà Antoni Macià als anys setanta, en un terreny de 17.000 metres quadrats on instal·là nombroses escultures d'argila. El 2003 reobrí acollint una trentena d'espècies animals, tant autòctones com exòtiques, mantingudes amb finalitat educativa. També hi havia espècies protegides dels Aiguamolls de l'Empordà i del Castell de Peralada, gràcies a un conveni amb el Departament de Medi Ambient de la Generalitat. El parc es dividia en tres zones: la dedicada als animals, una àrea de pícnic i una carpa amb un bar de nit on s'oferien actuacions de jazz.
El zoo va tancar el 2007, l'any de la mort d'Antoni Macià, i actualment resta abandonat.